# Pa pa pa
Pa pa pa (Ba ba ba) è un racconto di Han Shaogong, uno dei primi esempi di quel filone della narrativa cinese del Novecento che viene definito "letteratura delle radici". Pubblicato per la prima volta sulla rivista Renmin wenxue, n. 6 nel 1985, in Italia è stato tradotto da Theoria e stampato assieme al racconto Il ritorno.

## Trama
Nella Cina sud-orientale si trova il villaggio montano di Jitou, il villaggio "Testa di gallo" sulla cima, appunto, del monte Jigong, il "Monte gallo". La piccola comunità, ben lontana dal caos del mondo cittadino mantiene la sua forte identità rurale grazie a tradizioni antichissime e ai canti del bardo Delong, che tramanda di generazione in generazione la storia delle origini mitiche degli abitanti di Jitou.
Il villaggio ha anche un suo fenomeno: Bingzai, figlio demente e nano di una levatrice, viene deriso da tutti non solo per le sue capacità psicofisiche ma anche per la sua singolare abitudine di non saper pronunciare che due espressioni: "Papà" o "Quella fottuta di tua madre".
La vita al villaggio scorre immobile e ripetitiva, simbolo stesso è Bingzai, cristallizzato in un corpo da ragazzino, che come un disco rotto ripete sempre le sue parole preferite. L'ambiente soffocante porta il figlio del sarto Zhongman, Shiren detto il Prezioso, a tentare fortuna alla più vicina cittadina in pianura, ma con scarso successo e volontà.
Unico movimento è dato dalle interazioni dei paesani e dal pettegolezzo che accompagna ogni minimo avvenimento, come la dichiarazione di guerra fra il vecchio Zhoingman e l'impicciona madre di Bingzai, che veniva già additata per essere una sacerdotessa poco solerte e pia – al punto da sfamarsi delle offerte riservate al tempio – o le stramberie del giovare Ren il Prezioso, incaponitosi di volersi trasferire in pianura.
Tutto però si arresta quando il mago chiamato per indagare sulla carestia che affligge il villaggio, consiglia di far saltare la testa al gallo, di far cadere, ovvero, la cima del Monte Jigong. Questa iniziativa non viene ben accolta dal vicino villaggio Jiwei, il villaggio "Coda di gallo". E tra i due paesi inizia una sanguinosa faida.
Sebbene Bingzai non partecipi alle scaramucce sanguinarie che a volte terminano con veri atti di cannibalismo, i compaesani rivalutano il nano e lo elevano a loro oracolo, in una foga mistica e profonda fama che non fanno loro disdegnare la carne umana dei nemici uccisi.
Quando però la lotta si rivela infruttuosa per il villaggio, gli abitanti decidono di partire in cerca di terre più fertili. La madre di Bingzai muore di stenti, dopo aver consigliato al figlio dia andare in cerca del padre, Delong il bardo; il sarto Zhongman ed il resto degli abitanti più deboli, incapaci di sostenere un lungo viaggio, preferiscono la morte e si avvelenano.
In mezzo al deserto del villaggio Jitou abbandonato, i vicini di Jiwei giungono al villaggio per raccogliere quanto lasciato dai migranti. Tra le macerie e i resti del villaggio scorgono con sorpresa Bingzai, ancora vivo sebbene solo.

## Critica
La traduttrice Maria Rita Masci, scorge nel racconto l'ideale rappresentazione del cruccio degli intellettuali cinesi della "febbre culturale" (wenhuare): ovvero la ricerca di un equilibrio fra la modernità della globalizzazione e la "realtà profonda, arcaica, oscura, allo stesso tempo retriva e poetica, irrazionale e mitologica" che è quella cinese. Masci vede, inoltre, nella figura del deforme Bingzai il simbolo "spaventoso ed inquietante" dell'anima magica e soprannaturale della Cina arcaica